# ローテンブルク（ヴュンメ）郡
ローテンブルク（ヴュンメ）郡 (ドイツ語: Landkreis Rotenburg (Wümme)) は、ドイツ連邦共和国ニーダーザクセン州に属す郡で、同州の北東部、ブレーメン、ブレーマーハーフェン、ハノーファー、ハンブルクの中間に位置する。本郡は、西はフェルデン郡、オスターホルツ郡、クックスハーフェン郡、北はシュターデ郡、東はハールブルク郡、南東から南はハイデクライス郡と境を接する。現在の郡は1977年に旧ブレマーフェルデ郡と旧ローテンブルク郡が合併して成立した。旧ローテンブルク郡は1969年5月15日まではローテンブルク・イン・ハノーファー、略して Rotenburg (Hann.) と呼ばれており、ナンバープレートや郡の略号は「ROH」が使われていた。現在のそれは「ROW」である。

## 地理
郡域の南東部はリューネブルガー・ハイデに面し、南西部はヴュンメ川沿いの低地に位置する。北部はオステ川の低地とトイフェルスモーアと呼ばれる地方に位置している。

### 広域都市圏
本郡はハンブルク大都市圏に属す。しかし、西部地域、特にザムトゲマインデ・ゾットルム、ザムトゲマインデ・タルムシュテット、ザムトゲマインデ・ゲーステクヴェレ、キルヒヴァルゼーデ、グナレンブルクおよびフィッセルヘーヴェデといった地域は、ブレーメンやブレーマーハーフェンへ通勤する傾向が強い。

## 歴史
歴史的に、本郡の中核部はブレーメン聖堂参事会領とフェルデン聖堂参事会領とから形成された。宗教改革後、両領域は世俗領主の所領となった。初めはデンマーク領、次いでスウェーデン領となった。18世紀までにこの領域は、後のハノーファー王国の一部となった。現在のローテンブルク郡は1977年8月1日に旧ローテンブルク郡とブレーマーフェルデ郡が合併して成立した。後者は1932年以降旧ブレーマーフェルデ郡とツェーフェン郡とを包含していた。第二次世界大戦後、旧ローテンブルク郡はアンガーブルク郡（東プロイセン）に対する庇護援助関係を結び、旧ブレーマーフェルデン郡はシュトゥーム郡（西プロイセン）に対する庇護援助関係を締結した。郡域再編後は、現在のローテンブルク郡が両者を引き受けた。

## 行政

### 郡域連合
文化財保護のためのシュターデ郡域連合が設立されている。

## 経済と社会資本
郡域内には製造業（セメント製造、車体製造）、農業、林業、およびサービス業が主要な産業である。また、ヴュンメ川低地やリューネブルガー・ハイデ西部での田舎ツアー（乗馬、水辺散策、狩）も重要である。さらには、ローテンブルク（ヴュンメ）ディアコニー病院や障害者施設「ローテンブルガー・ヴェルケ」も重要である。この他にはブレーマーフェルデとツェーフェンに病院がある。

### 交通
1873年に開通した鉄道ユルツェン - ラングヴェーデル線のフィッセルヘーヴェデ駅が郡内最初の鉄道駅である。
その1年後には、ケルン - ミンデン鉄道会社のハンブルク - ブレーメン本線が運行された。この路線沿いの郡庁所在地ローテンブルク (ヴュンメ)の駅は、1906年にフィッセルヘーヴェデからツェーフェンへのプロイセン国営鉄道との乗換駅となった。プロイセン国営鉄道はその後ブレーマーハーフェンまで延長された。
1928年になるとドイツ帝国鉄道がローテンブルク - フェルデン線の運行を開始した。プロイセン国営鉄道はフィッセルヘーヴェデからヴァルスローデへの支線を開通させた。
旧郡庁所在地のブレーマーフェルデは1898年から99年にプロイセン国営鉄道によってブレーマーハーフェンと、反対側はシュターデと結ばれた。1902年には、この路線からハルゼフェルトやブーフホルツへの支線が設けられた。1909年にはブレーマーフェルデ - オスターホルツ軽便鉄道 GmbH が設立された。
1917年にツェーフェンでプロイセン国営鉄道と交差するヴィルシュテット - ツェーフェン - トーシュテット軽便鉄道が運行を始めた。また、1900年にブレーメン - ハノーファー軽便鉄道がタルムシュテットからブレーメン行きの狭軌鉄道を開通させた。両者は1927年にタルムシュテット東駅で接続し、乗り換え無しで往来できるようになった。これにより郡内の鉄道網の総延長は256kmとなった。
これらの鉄道網の大部分は1992年にエルベ＝ヴェーザー鉄道・交通会社 GmbH に統合された。この時ローテンブルク郡内の路線の総距離は160kmであった。当時すでに多くの路線 (163km) が旅客運行を廃止していた。
- 1956年 ブレーメン公園駅 - タルムシュテット - タルムシュテット東 (3km)
- 1958年 ローテンブルク - ブロッケル - フィッセルヘーヴェデ (24km)
- 1964年 ヴィルシュテット - タルムシュテット - ツェーフェン南 (26km)
- 1968年 ハルゼフェルト - ヘーゼドルフ (4km)
- 1968年 ブレーマーフェルデ - ツェーフェン - ローテンブルク (50km)
- 1971年 ツェーフェン - ジッテンゼン - ヘルヴィヒスホーフ - トーシュテット (26km)
- 1978年 ブレーマーフェルデ - グナレンブルク - オスターホルツ＝シャルムベック (23km)
- 1980年 フィッセルヘーヴェデ - コルディンゲン - ヴァルスローデ (3km)
- 1993年 シュターデ - ヘーゼドルフ (4km)

一部が再開後の旅客鉄道の営業距離は123kmで、このうち33kmがモーアエクスプレスによる。

## 宗教
本郡の郡域は伝統的にプロテスタント・ルター派が有力である。その教会組織はハノーファー地方教会に属す。第二次世界大戦後に、特にシュレジエンやエルムラントからの多くの難民流入、南ドイツや西ドイツ各地からの移住、南欧からの出稼ぎ労働者、中欧や東欧からの移住によりカトリック信者が増加した。カトリック教会組織はヒルデスハイム司教区に属す。近年、大量の教会離脱者があったことから、カトリック、プロテスタントの両教会は組織改革を余儀なくせられた。たとえば、カトリックのローテンブルクとツェーフェンの教会組織は「ローテンブルク＝ツェーフェン司牧会」として統合され、フィッセルヘーヴェデのヘルツ＝イェズ教会は隣接するゾルタウ＝ファリングボステル郡（当時。現在のハイデクライス郡）の組織と合併した。郡内には、その他にイスラム教徒や自由教会、エホバの証人の信者もいる。

## 文化と見所
本郡には3つのユダヤ人墓地がある: ブレーマーフェルデ、ローテンブルク（ヴュンメ）、ツェーフェンにある。これらは保護文化財に指定されている。

## 市町村
人口は 2023年12月31日 時点の数値である。
| アインハイツゲマインデ（単一自治体） 1. ブレーマーフェルデ (Bremervörde 19,023) 市 2. グナレンブルク (Gnarrenburg 9,200) 3. ローテンブルク (ヴュンメ) (Rotenburg (Wümme) 22,789) 市 4. シェーセル (Scheeßel 13,019) 5. フィッセルヘーヴェデ (Visselhövede 9,747) 市 ザムトゲマインデ（集合自治体、本部所在地に*） - 1. ザムトゲマインデ・ボテル (Samtgemeinde Bothel 8,600) 1. ボテル* (Bothel 2,475) 2. ブロッケル (Brockel 1,407) 3. ヘムスビュンデ (Hemsbünde 1,219) 4. ヘムスリンゲン (Hemslingen 1,486) 5. キルヒヴァルゼーデ (Kirchwalsede 1,244) 6. ヴェスターヴァルゼーデ (Westerwalsede 769) - 2. ザムトゲマインデ・フィンテル (Samtgemeinde Fintel 7,976) 1. フィンテル (Fintel 2,985) 2. ヘルフェジーク (Helvesiek 864) 3. ラウエンブリュック* (Lauenbrück 2,615) 4. シュテンメン (Stemmen 821) 5. ファールデ (Vahlde 691) - 3. ザムトゲマインデ・ゲーステクヴェレ (Samtgemeinde Geestequelle 6,508) 1. アルフシュテット (Alfstedt 853) 2. バスダール (Basdahl 1,442) 3. エーバースドルフ (Ebersdorf 1,056) 4. ヒプシュテット (Hipstedt 1,225) 5. エレル* (Oerel 1,932) - 4. ザムトゲマインデ・ゼルジンゲン (Samtgemeinde Selsingen 9,554) 1. アンダーリンゲン (Anderlingen 865) 2. ダインシュテット (Deinstedt 642) 3. ファルフェン (Farven 637) 4. オスターアイシュテット (Ostereistedt 951) 5. ラーデ (Rhade 1,079) 6. ザントボステル (Sandbostel 799) 7. ゼードルフ (Seedorf 939) 8. ゼルジンゲン* (Selsingen 3,642) - 5. ザムトゲマインデ・ジッテンゼン (Samtgemeinde Sittensen 11,776) 1. グロース・メッケルゼン (Groß Meckelsen 515) 2. ハマーゼン (Hamersen 547) 3. カルベ (Kalbe 601) 4. クライン・メッケルゼン (Klein Meckelsen 921) 5. レンゲンボステル (Lengenbostel 511) 6. ジッテンゼン* (Sittensen 6,261) 7. ティステ (Tiste 891) 8. フィーアデン (Vierden 751) 9. ヴォーンステ (Wohnste 778) | - 6. ザムトゲマインデ・ゾットルム (Samtgemeinde Sottrum 15,191) 1. アハウゼン (Ahausen 1,908) 2. ベターゼン (Bötersen 1,099) 3. ハッセンドルフ (Hassendorf 1,195) 4. ヘルヴェーゲ (Hellwege 1,138) 5. ホルシュテット (Horstedt 1,269) 6. レースム (Reeßum 1,819) 7. ゾットルム* (Sottrum 6,763) - 7. ザムトゲマインデ・タルムシュテット (Samtgemeinde Tarmstedt 11,236) 1. ブレッドルフ (Breddorf 1,050) 2. ビュルシュテット (Bülstedt 775) 3. ヘプシュテット (Hepstedt 1,016) 4. キルヒティムケ (Kirchtimke 969) 5. タルムシュテット* (Tarmstedt 4,190) 6. フォアヴェルク (Vorwerk 1,009) 7. ヴェスターティムケ (Westertimke 446) 8. ヴィルシュテット (Wilstedt 1,781) - 8. ザムトゲマインデ・ツェーフェン (Samtgemeinde Zeven 23,835) 1. エルスドルフ (Elsdorf 2,066) 2. ギフム (Gyhum 2,461) 3. ヘースリンゲン (Heeslingen 4,932) 4. ツェーフェン* (Zeven 14,376) 市 |

## 関連図書
- Wendula Dahle (Hrsg.): Im Land der Moore und Deiche. Ausflüge links und rechts der Weser. Ein Reise- und Lesebuch. Bremen 1998, 352 S. m. zahlr. Abb.; ISBN 978-3-86108-466-2
- Fischerhuder Kunstkreis e. V. (Hrsg.): Unterwegs .... zwischen Moor und Heide. Ein Kultur- und Naturreiseführer für die Region. Bremervörde, Geestequelle, Gnarrenburg, Zeven, Selsingen, Sittensen und Tarmstedt. Fischerhude o.J. [2000], 320 S. m. zahlr. Abb.; ISBN 978-3-88132-300-0

これらの文献は、翻訳元であるドイツ語版の参考文献として挙げられていたものであり、日本語版作成に際し直接参照してはおりません。